# Д’Амато, Кас
Константино (Кас) Д’Амато (англ. Constantino "Cus" D’Amato; 17 января 1908 года, Бронкс, Нью-Йорк, США — 4 ноября 1985 года) — американский тренер по боксу, воспитавший множество бойцов на профессиональном ринге, включая Флойда Паттерсона, Хосе Торреса и Майка Тайсона. Кас Д’Амато разработал оригинальный стиль защиты, нападения и своеобразную (не классическую) технику выполнения ударов Пик-а-бу, основанный на резких маятникообразных движениях корпусом и нырках. Считается одним из величайших тренеров в истории профессионального спорта.

## Биография
Константино Д’Амато родился 17 января 1908 года в нью-йоркском квартале Бронкса под названием «Classon Point section». Его многодетная семья (9 детей, все мальчики) иммигрировала из Италии в США в 1899 году. Выросший в исключительно мужском окружении (мать умерла, когда мальчику было всего 4 года) Кас мечтал стать боксёром-профессионалом как его брат Джерри. Но этим мечтам не суждено было осуществиться после того, как 12-летний Д’Амато подрался на улице со взрослым мужчиной, в результате чего ослеп на левый глаз.
Несмотря на это Д’Амато не оставил бокс и в 1939 году открыл спортзал «Gramercy Gym». В нём он стабильно «выпускал» крепких боксёров, одним из которых стал Рокки Грациано. Тренируя его как любителя, Д’Амато рассчитывал продолжить работу с ним и после перехода в профессионалы, однако Грациано выбрал другого менеджера, связанного с мафией и имевшего большее влияние в боксе. Так впервые в жизни Д’Амато испытал на себе, что такое «воровство» боксёра на профессиональном ринге. Тем не менее Gramercy Gym завоевал себе хорошую репутацию.
После Второй мировой войны, в 1945 году Д’Амато встретил украинскую девушку Камилу Эволд, чья сестра была замужем за его старшим братом Рокко. На всю оставшуюся жизнь она стала верным компаньоном Д’Амато, предложив свой 14-комнатный дом, в котором под присмотром Д’Амато росло множество начинающих боксёров, среди которых был и Тайсон, называвший Камилу своей «белой мамой». Кас и Камила не были женаты и не имели детей, кроме усыновлённого 15-летнего Тайсона. В 2001 году в возрасте 96 лет Камила умерла во сне и была похоронена рядом с Д’Амато на кладбище в Кэтскилле.
После возвращения со Второй мировой войны Кас Д’Амато судился с «Международным боксёрским клубом» (IBC). В течение 11 лет (1952—1963) Д’Амато вёл опасную борьбу с IBC — мощной организацией, монополизировавшей профессиональный бокс в конце 1940-х годов. Официально ей руководил известный бизнесмен — владелец хоккейного клуба «Детройт Ред Уингз», а также многочисленных стадионов и арен — Джим Норрис, однако на самом деле все дела решались известными мафиози Фрэнком 'Blinky' Палермо и Фрэнки Карбо. Один из примеров махинаций IBC — Джейк Ламота, который вынужден был проиграть бой Билли Фоксу, чтобы в будущем иметь возможность сражаться за титул в среднем весе.
Опасаясь мафии, Д’Амато продал свой Gramercy Gym за 1 доллар тренерам Бобу Джексону и Элу Гейвину и перебрался в Кэтскилл. Там, в 1970 году, над полицейским участком, по улице Main St. он открыл новый зал «Catskill Boxing Club». Своё решение покинуть Нью-Йорк Д’Амато прокомментировал так: «Я не параноик. Я просто знаю, что если они (мафия — Б. С.) смогут добраться до меня, мне придётся плохо. Поэтому я поступил соответственно».
Целью Каса Д’Амато было помочь трудным детям из бедных семей. Всё, что он просил взамен за свои уроки (Д’Амато учил не только боксу, в первую очередь он хотел развить личность подростка), была помощь по дому. Одним из его учеников был Кевин Руни — чемпион турнира «Золотые перчатки» 1975 года. Выросший в семье алкоголиков, Руни стал преданным учеником Д’Амато. Именно он продолжил дело старого наставника и привёл Тайсона к чемпионскому титулу. Как и его тренер, он тренировал всех желающих в Catskill Boxing Club совершенно бесплатно. «Все свои деньги он тратил на детей. Его зал был открыт 364 дня в году, а на 365-й он всегда устраивал рождественскую вечеринку для детей. Его костюму было лет 20, но всё, что он имел, он отдавал детям», — вспоминает Руни.
Ведя к вершине Флойда Паттерсона, Кас отказался сотрудничать с IBF, чем заработал себе немало врагов.
Однако благодаря своему упорству Д’Амато добился того, что именно Паттерсон стал первым боксёром, заработавшим миллион. Под началом Д’Амато карьера Паттерсона-боксёра взметнулась вверх. Уже в 1952 году Флойд Паттерсон стал самым молодым олимпийским чемпионом в истории, завоевав золото в весовой категории до 75 кг. Профессиональная карьера в профессиональном боксе Паттерсона также была успешной. В 1956 году он берёт золото в супертяжёлом весе и становится самым молодым чемпионом. Такому успеху Паттерсон обязан стилю Каса Д’Амато. Паттерсон имел довольно слабую челюсть и был «мелковат» для супертяжеловеса, но его соперникам было сложно драться с ним, так как он владел техникой Каса Д’Амато.
В октябре 1985 года, за год до того, как Тайсон отнял титул у Тревора Бербика, Кас Д’Амато был госпитализирован с редкой формой пневмонии. Врачи были вынуждены ввести пациента в состояние комы для более успешной борьбы с вирусом. Однако Д’Амато так и не вышел из неё. Он умер 4 ноября 1985 года в возрасте 77 лет от внутритканевого лёгочного фиброза.

## Онлайн-марафон памяти Каса Д’Амато
С 26 октября по 4 ноября 2017 года прошёл международный проект «Наука побеждать» в виде онлайн-марафона, посвящённого памяти Каса Д’Амато. В проекте приняли участие спикеры из России, Украины, Италии, Испании, Германии и США. В качестве спикеров выступили значимые личности в мире профессионального и любительского бокса, начиная от журналистов ведущих боксерских изданий и заканчивая чемпионами по боксу, среди которых чемпион мира по боксу Сильвио Бранко, чемпион мира и олимпийский призёр по боксу Патрицио Олива, журналист Александр Беленький и другие.
Все они делились своими мыслями по поводу феномена Д’Амато и его неповторимого результата в виде подготовки трёх чемпионов мира. Поводом для проведения марафона стало написание книги «Бескомпромиссный маятник» о стиле Каса Д’Амато одним из его учеников Томом Патти и кандидатом психологических наук Олегом Мальцевым.

## Признание
- В городе Нью-Йорк в честь него названа улица (Cus D’Amato Way), на которой когда-то находился спортзал.

- Майк — мини-сериал 2022 года про биографию Майка Тайсона, где образ Каса был отражён актером Харви Кейтелем.